# Nati nel 1968/Agosto
| Questa pagina contiene informazioni ricavate automaticamente dalle voci biografiche con l'ausilio del template Bio e di un bot. L'aggiornamento è periodico e automatico e ricostruisce completamente la pagina. Se manca una persona in questa lista, sei pregato di non aggiungerla, ma accertati piuttosto che la sua voce biografica contenga il template Bio e che i dati anagrafici siano correttamente compilati. Se il template Bio manca, inseriscilo tu stesso o, in alternativa, metti l'avviso {{tmp\|Bio}} che ne segnala la mancanza. Se i dati riportati sono sbagliati, correggi direttamente la voce biografica; le modifiche saranno visibili in questa lista entro pochi giorni. Per chiarimenti vedi il progetto biografie. La lista contiene solo le 328 persone che sono citate nell'enciclopedia e per le quali è stato implementato correttamente il template Bio. Pagina aggiornata al 18 ago 2025. |

- 1º agosto - Stacey Augmon, allenatore di pallacanestro e ex cestista statunitense
- 1º agosto - Simone Borgheresi, ex ciclista su strada e dirigente sportivo italiano
- 1º agosto - Dan Donegan, chitarrista statunitense
- 1º agosto - Mark Morris, ex calciatore britannico
- 1º agosto - Martin Phipps, compositore inglese
- 1º agosto - Abdul Shamsid-Deen, ex cestista statunitense
- 1º agosto - Eric Warren Singer, sceneggiatore e produttore cinematografico statunitense
- 1º agosto - Jill Trenary, ex pattinatrice artistica su ghiaccio statunitense
- 1º agosto - Pavo Urban, fotografo croato († 1991)
- 2 agosto - Marzio Deho, mountain biker italiano
- 2 agosto - Stefan Effenberg, ex calciatore e allenatore di calcio tedesco
- 2 agosto - Alice Evans, attrice inglese
- 2 agosto - Chrystia Freeland, politica e giornalista canadese
- 2 agosto - Alessandro Giuliani, allenatore di pallacanestro e dirigente sportivo italiano
- 2 agosto - Martin Laamers, ex calciatore olandese
- 2 agosto - Russell Latapy, allenatore di calcio e ex calciatore trinidadiano
- 2 agosto - Chantal St. Martin, ex cestista canadese
- 2 agosto - Michael Stanco, wrestler statunitense († 2014)
- 2 agosto - John Stanier, batterista statunitense
- 2 agosto - Sandra Thigpen, attrice giamaicana
- 3 agosto - Andrew Harmon Cozzens, vescovo cattolico statunitense
- 3 agosto - Tom Long, attore statunitense († 2020)
- 3 agosto - Nelson Loyola, ex schermidore cubano
- 3 agosto - Angela Piarulli, politica italiana
- 3 agosto - Alex Shnaider, imprenditore canadese
- 3 agosto - Eyjólfur Sverrisson, allenatore di calcio e ex calciatore islandese
- 3 agosto - Fabrizio Voghera, cantante e attore italiano
- 3 agosto - Ornela Vorpsi, scrittrice, pittrice e fotografa albanese
- 3 agosto - Isao Yukisada, regista e sceneggiatore giapponese
- 4 agosto - Aniello Arena, attore italiano
- 4 agosto - James Francis, ex giocatore di football americano statunitense
- 4 agosto - Ignacio García Camacho, ex ciclista su strada spagnolo
- 4 agosto - Christina Grimandi, attrice, cantante e ballerina italiana
- 4 agosto - Daniel Dae Kim, attore e produttore televisivo sudcoreano
- 4 agosto - Kunio Kitamura, ex calciatore e ex giocatore di calcio a 5 giapponese
- 4 agosto - Olga Neuwirth, compositrice austriaca
- 4 agosto - Gustavo Romero, giocatore di calcio a 5 argentino († 2015)
- 4 agosto - Marcus Schenkenberg, modello e attore svedese
- 4 agosto - Tatiana Trouvé, artista e scultrice italiana
- 4 agosto - Alessandra Zucchelli, ex cestista italiana
- 5 agosto - Katrina Adams, ex tennista statunitense
- 5 agosto - Terri Clark, cantante e chitarrista canadese
- 5 agosto - Corrado Conforti, doppiatore e direttore del doppiaggio italiano
- 5 agosto - Fabrizio Fabris, dirigente sportivo, allenatore di calcio e ex calciatore italiano
- 5 agosto - Stefano Faustini, ex ciclista su strada italiano
- 5 agosto - Marine Le Pen, politica francese
- 5 agosto - Oleh Lužnyj, allenatore di calcio e ex calciatore ucraino
- 5 agosto - Mordon Malitoli, ex calciatore zambiano
- 5 agosto - Luigi Martinucci, direttore della fotografia italiano
- 5 agosto - Colin McRae, pilota di rally britannico († 2007)
- 5 agosto - Funkmaster Flex, disc jockey statunitense
- 5 agosto - Christopher Tyng, compositore statunitense
- 5 agosto - Phạm Nhật Vượng, imprenditore vietnamita
- 6 agosto - Barbara Benedettelli, sociologa, saggista e giornalista italiana
- 6 agosto - Gary Cobb, ex calciatore inglese
- 6 agosto - Edoardo Falcone, regista e sceneggiatore italiano
- 6 agosto - Jack de Gier, allenatore di calcio e ex calciatore olandese
- 6 agosto - Celena Mondie-Milner, ex velocista statunitense
- 6 agosto - Gary O'Toole, ex nuotatore irlandese
- 6 agosto - Jens Seipenbusch, politico e fisico tedesco
- 6 agosto - Patricia Tarabini, allenatrice di tennis e ex tennista argentina
- 6 agosto - Andrea Trinchieri, allenatore di pallacanestro italiano
- 6 agosto - Enrique Tucuna, ex cestista uruguaiano
- 7 agosto - Mehdi Ben Attia, regista e sceneggiatore tunisino
- 7 agosto - Big Mello, rapper statunitense († 2002)
- 7 agosto - Tomás Carbonell, allenatore di tennis e ex tennista spagnolo
- 7 agosto - Pietro Garibaldi, economista italiano
- 7 agosto - Francesca Gregorini, regista e sceneggiatrice italiana
- 7 agosto - Davide Lepore, doppiatore, direttore del doppiaggio e dialoghista italiano
- 7 agosto - Martin Max, allenatore di calcio e ex calciatore tedesco
- 7 agosto - Andrew McAuley, alpinista e canoista australiano († 2007)
- 7 agosto - Jean-Jacques Missé-Missé, ex calciatore camerunese
- 7 agosto - Pepe Aguilar, cantante e musicista messicano
- 8 agosto - Lorenzo Bianchini, sceneggiatore e regista cinematografico italiano
- 8 agosto - Gheorghe Crețu, allenatore di pallavolo e ex pallavolista rumeno
- 8 agosto - Julian Dicks, allenatore di calcio e ex calciatore inglese
- 8 agosto - Marco Grassi, ex calciatore svizzero
- 8 agosto - Jimmy Jean-Louis, attore e modello haitiano
- 8 agosto - Florin Prunea, ex calciatore rumeno
- 9 agosto - Gillian Anderson, attrice statunitense
- 9 agosto - Eric Bana, attore australiano
- 9 agosto - Gianluigi Cavallo, cantautore, chitarrista e disc jockey italiano
- 9 agosto - Daniel Clavero, ex ciclista su strada spagnolo
- 9 agosto - Jan Hanson, pilota motociclistico svedese
- 9 agosto - McG, regista, produttore cinematografico e sceneggiatore statunitense
- 9 agosto - Melitus Mugabe Were, politico keniano († 2008)
- 9 agosto - Daniela Sabatini, ex nuotatrice italiana
- 9 agosto - Simone Sereni, ex calciatore italiano
- 9 agosto - Mike Shildt, allenatore di baseball statunitense
- 9 agosto - Helga Stevens, politica belga
- 9 agosto - Surangel Whipps Jr., politico palauano
- 10 agosto - Aljaksandr Andryeŭski, allenatore di hockey su ghiaccio e ex hockeista su ghiaccio bielorusso
- 10 agosto - Claudio Batta, comico italiano
- 10 agosto - Dali Benoit Yohoua, calciatore ivoriano († 2011)
- 10 agosto - Wolnei Caio, allenatore di calcio e ex calciatore brasiliano
- 10 agosto - Marco Cardinali, teologo, giornalista e scrittore italiano
- 10 agosto - Itzhak Cohen, ex cestista israeliano
- 10 agosto - Dejan Čurović, calciatore serbo († 2019)
- 10 agosto - Sékana Diaby, ex calciatore ivoriano
- 10 agosto - Astrid Geisler, ex sciatrice alpina austriaca
- 10 agosto - Tsuyoshi Kitazawa, ex calciatore e ex giocatore di calcio a 5 giapponese
- 10 agosto - Matt Kramer, cantante statunitense
- 10 agosto - Yorick Le Saux, direttore della fotografia francese
- 10 agosto - Spencer McKay, ex cestista e allenatore di pallacanestro canadese
- 10 agosto - Cristiano Militello, comico, cabarettista e personaggio televisivo italiano
- 10 agosto - Stefano Mordini, regista, sceneggiatore e produttore cinematografico italiano
- 10 agosto - Pedro Miguel Neves, ex cestista portoghese
- 10 agosto - Óscar Pareja, allenatore di calcio e ex calciatore colombiano
- 10 agosto - Lene Rantala, ex pallamanista danese
- 10 agosto - José Manuel Seda, attore spagnolo
- 10 agosto - Cate Shortland, regista e sceneggiatrice australiana
- 10 agosto - Fabián Vena, attore argentino
- 10 agosto - Luis Videgaray Caso, politico e economista messicano
- 11 agosto - Lorenzo Bernardi, allenatore di pallavolo e ex pallavolista italiano
- 11 agosto - Kenneth Greve, ex ballerino, direttore artistico e coreografo danese
- 11 agosto - Anna Gunn, attrice statunitense
- 11 agosto - Alan Kelly, allenatore di calcio e ex calciatore irlandese
- 11 agosto - Filippo Luna, attore italiano
- 11 agosto - Sophie Okonedo, attrice britannica
- 11 agosto - Gert Pans, ex giocatore di calcio a 5 belga
- 11 agosto - Charlie Sexton, chitarrista, cantautore e attore statunitense
- 11 agosto - Mabel Wisse Smit, attivista olandese
- 11 agosto - Rolando Zapata Bello, politico messicano
- 12 agosto - Sean Bowers, ex calciatore e ex giocatore di calcio a 5 statunitense
- 12 agosto - Lalka Horozova, ex cestista bulgara
- 12 agosto - Elin Nilsen, ex fondista norvegese
- 12 agosto - Paul Tucker, tastierista e compositore britannico
- 12 agosto - Claudio Vivas, allenatore di calcio e dirigente sportivo argentino
- 12 agosto - Robert Vladislavić, ex calciatore croato
- 12 agosto - Kōji Yusa, doppiatore giapponese
- 13 agosto - Edwin van Ankeren, allenatore di calcio e ex calciatore olandese
- 13 agosto - Tal Bachman, cantautore canadese
- 13 agosto - Susanne Börnike, ex nuotatrice tedesca orientale
- 13 agosto - Shane Cortese, attore neozelandese
- 13 agosto - Merete Fjeldavlie, ex sciatrice alpina norvegese
- 13 agosto - Tony Jarrett, ex ostacolista e velocista britannico
- 13 agosto - Joshua Marston, regista e sceneggiatore statunitense
- 13 agosto - Gabriela Pandrea, ex cestista rumena
- 14 agosto - Mark Atkins, allenatore di calcio e ex calciatore inglese
- 14 agosto - Ben Bass, attore canadese
- 14 agosto - Catherine Bell, attrice e ex modella britannica
- 14 agosto - Emanuel Bevilacqua, attore italiano
- 14 agosto - Jamie Catto, cantante britannico
- 14 agosto - Darren Clarke, golfista britannico
- 14 agosto - Péter Farkas, ex lottatore ungherese
- 14 agosto - Jennifer Flavin, ex modella e imprenditrice statunitense
- 14 agosto - Jamila Ksiksi, politica tunisina († 2022)
- 14 agosto - Jason Leonard, ex rugbista a 15 britannico
- 14 agosto - Adrian Lester, attore britannico
- 14 agosto - David McKenna, sceneggiatore, produttore cinematografico e produttore televisivo statunitense
- 14 agosto - Sana' Mehaydli, guerrigliera libanese († 1985)
- 14 agosto - Ana Moser, pallavolista e politica brasiliana
- 14 agosto - Terry Notary, stuntman, attore e coreografo statunitense
- 14 agosto - Raúl Peinador, ex schermidore spagnolo
- 14 agosto - Juan Carlos Ruiz, ex calciatore boliviano
- 14 agosto - Onésimo Sánchez, allenatore di calcio e ex calciatore spagnolo
- 14 agosto - Fuad Šašivarević, ex calciatore bosniaco
- 15 agosto - Monika Beňová, politica slovacca
- 15 agosto - Massimo Ceccaroni, allenatore di calcio e ex calciatore svizzero
- 15 agosto - Daniele Giacomin, ex hockeista su ghiaccio italiano
- 15 agosto - Sergio López Miró, ex nuotatore spagnolo
- 15 agosto - Debra Messing, attrice statunitense
- 15 agosto - Ramiz Məmmədov, ex calciatore azero
- 15 agosto - Klaus Ofner, ex combinatista nordico austriaco
- 15 agosto - Seo Gyeong-hwa, cestista e allenatrice di pallacanestro sudcoreana († 2020)
- 15 agosto - Carlos del Barrio, copilota di rally spagnolo
- 15 agosto - Fuat Çapa, allenatore di calcio turco
- 16 agosto - Emanuele Cani, politico italiano
- 16 agosto - Dmitrij Charin, ex calciatore sovietico
- 16 agosto - Jodi Evans, ex cestista canadese
- 16 agosto - Andrea Ferrante, compositore italiano
- 16 agosto - Arnaldo Ferreira, ex giocatore di calcio a 5 brasiliano
- 16 agosto - Caroline Grothgar, attrice austriaca
- 16 agosto - Slaviša Jokanović, allenatore di calcio e ex calciatore serbo
- 16 agosto - Mateja Svet, ex sciatrice alpina slovena
- 16 agosto - Wolfgang Tillmans, fotografo tedesco
- 17 agosto - Nikolaj Antonov, ex velocista e lunghista bulgaro
- 17 agosto - José Luis Ballester, ex velista spagnolo
- 17 agosto - Alexis Corbière, politico francese
- 17 agosto - Pedro Cordero, dirigente sportivo e ex calciatore spagnolo
- 17 agosto - Marcello Di Caterina, politico italiano
- 17 agosto - Steffen Fetzner, tennistavolista tedesco
- 17 agosto - Anja Fichtel-Mauritz, ex schermitrice tedesca
- 17 agosto - Sargis Hovhannisyan, allenatore di calcio e ex calciatore armeno
- 17 agosto - Andrew Koenig, attore statunitense († 2010)
- 17 agosto - Ed McCaffrey, ex giocatore di football americano statunitense
- 17 agosto - Helen McCrory, attrice britannica († 2021)
- 17 agosto - Israyel Militosyan, ex sollevatore sovietico
- 17 agosto - Sasà Salvaggio, comico, attore teatrale e personaggio televisivo italiano
- 17 agosto - Amir Teljigović, ex calciatore bosniaco
- 17 agosto - Ronny Van Geneugden, allenatore di calcio e ex calciatore belga
- 17 agosto - Antōnīs Zempasiīs, ex calciatore cipriota
- 17 agosto - Anthony E. Zuiker, produttore cinematografico, sceneggiatore e regista statunitense
- 18 agosto - John Coyle, ex pattinatore di short track statunitense
- 18 agosto - Saul Dibb, regista e sceneggiatore britannico
- 18 agosto - Christophe Dubois, scrittore francese
- 18 agosto - Olivier Faure, politico francese
- 18 agosto - Francisco José Prieto Fernández, arcivescovo cattolico spagnolo
- 18 agosto - Mark Robinson, politico statunitense
- 18 agosto - Daniele Silvestri, cantautore italiano
- 18 agosto - Ali Thani, ex calciatore emiratino
- 18 agosto - Brian Tichy, batterista statunitense
- 19 agosto - Kaouther Abid, ex cestista tunisina
- 19 agosto - Roger Freestone, ex calciatore gallese
- 19 agosto - Guido Guidi, meteorologo e militare italiano
- 19 agosto - Nikolaos Kaklamanakīs, velista greco
- 19 agosto - Philippe Kalt, ex arbitro di calcio francese
- 19 agosto - Nicola Losacco, allenatore di calcio e ex calciatore italiano
- 19 agosto - Andrij Sadovyj, imprenditore e politico ucraino
- 19 agosto - Alessandro d'Onofrio, architetto italiano
- 20 agosto - Brett Angell, ex calciatore inglese
- 20 agosto - Abdelatif Benazzi, ex rugbista a 15 marocchino
- 20 agosto - Ørjan Berg, ex calciatore norvegese
- 20 agosto - Sandy Brondello, ex cestista e allenatrice di pallacanestro australiana
- 20 agosto - Guy Hendrix Dyas, scenografo britannico
- 20 agosto - Elvira Evangelista, politica italiana
- 20 agosto - Patrick Evenepoel, ex ciclista su strada belga
- 20 agosto - Klas Ingesson, calciatore e allenatore di calcio svedese († 2014)
- 20 agosto - Luís Henrique, ex calciatore brasiliano
- 20 agosto - Heitor Martinez Mello, attore brasiliano
- 20 agosto - Luisella Milani, ex pallavolista italiana
- 20 agosto - Gabriel Miranda, ex calciatore venezuelano
- 20 agosto - Yuri Shiratori, doppiatrice e cantante giapponese
- 20 agosto - Elena Välbe, dirigente sportiva russa
- 21 agosto - Kwame Alexander, scrittore statunitense
- 21 agosto - Jan Bang, musicista e produttore discografico norvegese
- 21 agosto - Antonio Benarrivo, ex calciatore italiano
- 21 agosto - Dina Carroll, cantante britannica
- 21 agosto - Jill Cooper, conduttrice televisiva, personaggio televisivo e opinionista statunitense
- 21 agosto - Cory Edwards, regista, scrittore e cabarettista statunitense
- 21 agosto - Oliver Herkelmann, ex cestista tedesco
- 21 agosto - Lene Siel, cantante danese
- 22 agosto - Steve Carney, ex cestista statunitense
- 22 agosto - Michael Curry, ex cestista e allenatore di pallacanestro statunitense
- 22 agosto - Henrik Holm, ex tennista svedese
- 22 agosto - Endrio Leoni, ex ciclista su strada italiano
- 22 agosto - Rikizō Matsuhashi, allenatore di calcio e ex calciatore giapponese
- 22 agosto - Stefano Mobili, allenatore di calcio e ex calciatore italiano
- 22 agosto - Aleksandr Mostovoj, ex calciatore russo
- 22 agosto - Anne Nurmi, cantante e tastierista finlandese
- 22 agosto - Emanuela Pierantozzi, judoka italiana
- 22 agosto - Aleksej Sidorov, regista russo
- 22 agosto - Horst Skoff, tennista austriaco († 2008)
- 23 agosto - Alex Britti, cantautore e chitarrista italiano
- 23 agosto - Paolo Broccatelli, terrorista italiano
- 23 agosto - Cortez Kennedy, giocatore di football americano statunitense († 2017)
- 23 agosto - Eric McArthur, ex cestista statunitense
- 23 agosto - Monica Migliori, doppiatrice italiana
- 23 agosto - Hajime Moriyasu, allenatore di calcio e ex calciatore giapponese
- 23 agosto - Greg Pak, fumettista e regista statunitense
- 23 agosto - Kim Schrier, politica statunitense
- 24 agosto - Angélica Dueñas, ex schermitrice messicana
- 24 agosto - Shoichi Funaki, ex wrestler giapponese
- 24 agosto - Andreas Kisser, chitarrista brasiliano
- 24 agosto - Hiroshi Kitadani, cantante giapponese
- 24 agosto - John McGuire, politico statunitense
- 24 agosto - Porter Moser, ex cestista e allenatore di pallacanestro statunitense
- 24 agosto - Luis Carlos Salvador Martínez, ex calciatore spagnolo
- 24 agosto - Marita Taavitsainen, cantante finlandese
- 24 agosto - James Toney, ex pugile statunitense
- 25 agosto - Rolf Aldag, dirigente sportivo, ex ciclista su strada e pistard tedesco
- 25 agosto - Andrea Andreozzi, vescovo cattolico italiano
- 25 agosto - David Alan Basche, attore statunitense
- 25 agosto - Luca Cassol, attore, personaggio televisivo e conduttore radiofonico italiano
- 25 agosto - Gianluca Castaldini, ex cestista italiano
- 25 agosto - Raz Degan, attore, regista e personaggio televisivo israeliano
- 25 agosto - Csilla Földi, ex sollevatrice ungherese
- 25 agosto - Todd Hido, fotografo statunitense
- 25 agosto - Stuart Murdoch, cantautore e musicista britannico
- 26 agosto - Bosse Andersson, dirigente sportivo e ex calciatore svedese
- 26 agosto - Benjamin Atkins, serial killer statunitense († 1997)
- 26 agosto - Chris Boardman, ex pistard e ciclista su strada britannico
- 26 agosto - Ivano Codina, fumettista e illustratore italiano
- 26 agosto - Thomas Letsch, allenatore di calcio tedesco
- 26 agosto - Ou Chuliang, allenatore di calcio e ex calciatore cinese
- 26 agosto - Marc Rothemund, regista, sceneggiatore e produttore cinematografico tedesco
- 26 agosto - Nobukazu Takemura, musicista giapponese
- 27 agosto - Eric Bobo, percussionista statunitense
- 27 agosto - Jorge Cadete, ex calciatore portoghese
- 27 agosto - Alessandra Cappellotto, ex ciclista su strada e dirigente sportiva italiana
- 27 agosto - Emanual Davis, ex cestista statunitense
- 27 agosto - Mario Doyon, ex hockeista su ghiaccio canadese
- 27 agosto - Daphne Koller, informatica e docente israeliana
- 27 agosto - Andrea Martella, politico italiano
- 27 agosto - Aldo Martínez, lottatore cubano
- 27 agosto - Gaby May, ex sciatrice alpina svizzera
- 27 agosto - Petar Naumoski, ex cestista e politico macedone
- 27 agosto - Lisa Marie Newmyer, attrice statunitense
- 27 agosto - Cătălin Predoiu, politico rumeno
- 27 agosto - Aleksej Ratmanskij, coreografo e ex ballerino russo
- 27 agosto - Taru Rinne, pilota motociclistica finlandese
- 27 agosto - Taylor Wane, attrice pornografica britannica
- 28 agosto - Antonio Aloisi, allenatore di calcio e ex calciatore italiano
- 28 agosto - Gianluca Bortolami, ex ciclista su strada e pistard italiano
- 28 agosto - Billy Boyd, attore e cantante britannico
- 28 agosto - Luciano Federico, attore italiano
- 28 agosto - Gianluca Forcolin, politico italiano
- 28 agosto - Tom Freund, cantautore e polistrumentista statunitense
- 28 agosto - Masaaki Furukawa, ex calciatore giapponese
- 28 agosto - Antonio Mata, ex calciatore spagnolo
- 28 agosto - Robbie Mustoe, ex calciatore britannico
- 28 agosto - Javier Ortega Smith, politico e ex militare spagnolo
- 28 agosto - Tank Palamara, chitarrista italiano
- 28 agosto - Alessandro Puccini, maestro di scherma e ex schermidore italiano
- 28 agosto - Ján Svorada, ex ciclista su strada e dirigente sportivo cecoslovacco
- 29 agosto - Dmitrij Dugin, ex pallanuotista russo
- 29 agosto - Lyambo Etshele, ex calciatore della Repubblica Democratica del Congo
- 29 agosto - Willi Landgraf, ex calciatore tedesco
- 29 agosto - Maurizio Lizzani, ex calciatore italiano
- 29 agosto - Ricky Memphis, attore italiano
- 29 agosto - Ferruccio Resta, ingegnere italiano
- 29 agosto - Priska Seiler Graf, politica svizzera
- 30 agosto - Diran Adebayo, scrittore britannico
- 30 agosto - Sonia Grey, conduttrice televisiva, attrice e showgirl italiana
- 30 agosto - Jörg Lindemeier, ex nuotatore namibiano
- 30 agosto - Vladimir Malachov, ex hockeista su ghiaccio sovietico
- 30 agosto - Pietro Navarra, politico e economista italiano
- 30 agosto - Luciano Paolucci Bedini, vescovo cattolico italiano
- 31 agosto - Alberto Arrighi, politico italiano
- 31 agosto - Jennifer Azzi, ex cestista e allenatrice di pallacanestro statunitense
- 31 agosto - Ernie Barbarash, produttore cinematografico e regista statunitense
- 31 agosto - Doof, disc jockey britannico
- 31 agosto - Joseph Cedar, regista e sceneggiatore israeliano
- 31 agosto - Glenroy Gilbert, ex velocista, lunghista e bobbista canadese
- 31 agosto - George Gilmore, ex cestista e allenatore di pallacanestro statunitense
- 31 agosto - Jørre Kjemperud, ex giocatore di beach volley norvegese
- 31 agosto - Jan Erlend Kruse, ex calciatore norvegese
- 31 agosto - Derek Whyte, allenatore di calcio e ex calciatore scozzese